# Festival Amani
Festival Amani, est un festival de musique et d’arts organisé chaque année à Goma, dans l'est de la République démocratique du Congo. Lancé en 2014, il a pour objectif de promouvoir la paix et le vivre-ensemble à travers la culture, dans une région marquée par des décennies de conflits armés. L’événement rassemble des artistes locaux, africains et internationaux, attirant chaque année plusieurs milliers de spectateurs. En plus des concerts et performances artistiques, le festival met en avant des initiatives locales visant à encourager le développement durable, l’entrepreneuriat et la jeunesse. Il est aujourd’hui reconnu comme l’un des plus grands festivals culturels d’Afrique centrale.

## Histoire
L'idée d'organiser un grand festival de musique et de danse à Goma est née au Foyer Culturel de Goma, un centre culturel fondé en 2011 par l'association belge En Avant Les Enfants (EALE). Les formateurs et la direction du foyer souhaitaient promouvoir la paix, la culture et la cohabitation pacifique dans une région marquée par des décennies de conflits armés. Ainsi, des jeunes bénévoles et les formateurs du foyer se sont réunis pour utiliser la culture comme moyen d'expression et de sensibilisation à la paix, donnant naissance au Festival Amani, "Amani" signifiant "paix" en swahili.
La première édition du festival, initialement prévue pour août 2013, a été reportée à février 2014 en raison de préoccupations sécuritaires dans le Nord-Kivu. Ce report a été décidé en concertation avec les autorités locales pour assurer la sécurité des participants et des festivaliers.
Depuis sa création, le Festival Amani est devenu un événement culturel majeur en Afrique centrale, attirant chaque année des milliers de spectateurs et contribuant à améliorer l'image de Goma et de l'est de la RDC. II témoigne de la volonté des jeunes de la région d'utiliser leurs talents pour construire un avenir meilleur.

## Organisation
Le Festival Amani se déroule sur trois jours et propose une programmation variée qui mêle musique, arts et débats autour de la paix et du développement en République démocratique du Congo et dans la région des Grands Lacs.
Les concerts sont au cœur de l’événement avec des artistes congolais et internationaux qui se produisent sur scène dans des styles allant de la rumba congolaise au hip-hop en passant par l’afrobeat et le reggae. Des spectacles de danse et de théâtre mettent en avant des troupes locales et régionales dont les performances s’inspirent des traditions africaines et des réalités contemporaines. En parallèle des conférences et débats réunissent des intervenants du monde académique culturel et associatif pour échanger sur des questions liées à la paix aux droits humains et au développement durable Le festival propose également des expositions où artisans associations et ONG présentent leurs initiatives et créations.
Le festival repose sur le soutien de plusieurs partenaires parmi lesquels des ONG locales et internationales qui œuvrent pour la paix des institutions culturelles qui apportent leur expertise et leur soutien logistique ainsi que des mécènes et entreprises privées qui contribuent à son financement. Ces collaborations permettent au festival d’être accessible au plus grand nombre en proposant des entrées gratuites ou à prix réduit notamment pour les jeunes et les habitants de la région.
Au fil des éditions le Festival Amani est devenu un événement culturel majeur en afrique centrale. Il attire chaque année des milliers de festivaliers et met en avant la culture comme un levier essentiel pour promouvoir la cohésion sociale et la réconciliation.

## Autour du Festival
Au-delà de la musique et des performances artistiques, le Festival Amani joue un rôle actif dans le développement local en soutenant diverses initiatives. Une partie des bénéfices est réinvestie dans des projets communautaires, notamment dans l’éducation et la formation professionnelle des jeunes, afin de leur offrir de nouvelles opportunités et de renforcer leur implication dans la société.
L’événement accorde également une importance particulière aux questions environnementales en adoptant des pratiques durables pour réduire son empreinte écologique. Des actions de sensibilisation sont mises en place pour encourager le recyclage, limiter l’usage du plastique et promouvoir des comportements respectueux de l’environnement auprès des festivaliers et des partenaires.